# Ipiguá
Ipiguá is een gemeente in de Braziliaanse deelstaat São Paulo. De gemeente telt 4.253 inwoners (schatting 2009).